# 讷勒
讷勒（法語：Neulles，法語發音：[nœl]）是法国滨海夏朗德省的一个市镇，位于该省中南部偏东，属于容扎克区。

## 地理
讷勒（45°30'10"N, 0°25'3"W）面积5.9 平方千米，位于法国新阿基坦大区滨海夏朗德省，该省份为法国西部滨海省份，北起旺代省，西临大西洋，南至吉倫特省，东南接多爾多涅省，东北接德塞夫勒省接壤，东临夏朗德省。
与讷勒接壤的市镇（或旧市镇、城区）包括：沙德纳克、克朗、马里尼亚克、讷亚克、圣日耳曼-德吕西尼昂。

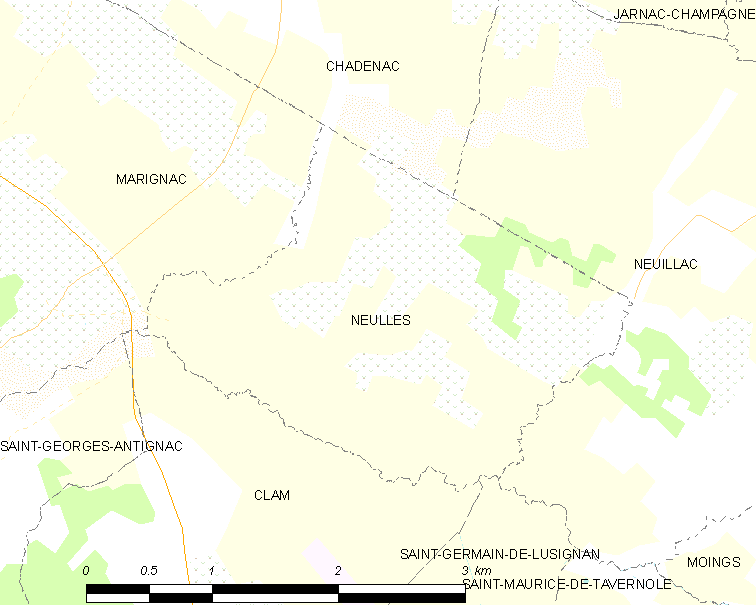
讷勒的OSM定位图

讷勒的时区为UTC+01:00、UTC+02:00（夏令时）。

## 行政
讷勒的邮政编码为17500，INSEE市镇编码为17259。

## 政治
讷勒所属的省级选区为容扎克县。

## 人口

1962-2008年间讷勒人口变化图示

讷勒于2022年1月1日时的人口数量为160人。